# María Marull
María Marull (Rosario, 2 de abril de 1973) es una actriz argentina ganadora del Premio Martín Fierro a Mejor Autora/Guionista por "La pilarcita teatro" emitido por la TV Pública.

## Vida personal
Tiene una hermana gemela llamada Paula. Su pareja es el director de cine Damián Szifrón, con quien tiene dos hijas.

## Televisión

### Ficciones
| Año       | Título                                  | Personaje          | Notas                                      |
| --------- | --------------------------------------- | ------------------ | ------------------------------------------ |
| 1998-1999 | Gasoleros                               |                    |                                            |
| 2001      | PH, propiedad horizontal                | Macarena           |                                            |
| 2002      | Kachorra                                | Bárbara            |                                            |
| 2003      | Los simuladores                         | María Anselmi      | Episodios: "Los cuatro notables", "Z-9000" |
| 2004      | Epitafios                               | Chica del parque   |                                            |
| 2005      | Conflictos en red                       | Compañera de Clara |                                            |
| 2006      | Hermanos y detectives                   | Marcelita Gómez    | Personaje recurrente                       |
| 2014      | Doce casas, historia de mujeres devotas | Magdalena          | Dos episodios                              |
| 2016      | Loco por vos                            | Mariana            | Episodio "Por la plata bailan todos"       |
| 2018      | Según Roxi                              |                    | Episodio "El Spa"                          |
| 2023      | El encargado                            | Rosenberg          | Un episodio                                |
| 2023      | La Pilarcita Teatro                     |                    | Autora                                     |
| 2024      | Coppola, el representante               | Silvia             | Dos episodios                              |

### Programas
| Año       | Título          | Canal      |
| --------- | --------------- | ---------- |
| 1998-1999 | Atorrantes      | América TV |
| 1999-2001 | 1,2,3 Out       | Telefe     |
| 2011-2012 | Mamás Al Ataque | Utilísima  |

## Cine
| Año  | Título                  | Personaje            | Notas        |
| ---- | ----------------------- | -------------------- | ------------ |
| 2003 | El fondo del mar        | Chica en la calle    |              |
| 2003 | Un día en el paraíso    | Asistente comercial  |              |
| 2004 | Dolores de casada       |                      |              |
| 2005 | Iluminados por el fuego | Esposa               |              |
| 2007 | La mujer rota           | Azafata              |              |
| 2008 | Naranjo en flor         |                      |              |
| 2010 | Antes del estreno       | Cynthia Liberman     |              |
| 2014 | Relatos salvajes        | Isabel               |              |
| 2015 | Historias breves 10     |                      | Cortometraje |
| 2017 | Mamá se fue de viaje    | Madre Tenista        | Cameo        |
| 2020 | El robo del siglo       | Escribana            |              |
| 2020 | Crímenes de familia     | Directora del jardín |              |
| 2025 | Una muerte silenciosa   | Ingrid               |              |